# FSArchiver
FSArchiver — утилита для клонирования диска под Linux. FSArchiver может сохранить разделы диска, содержащие различные популярные файловые системы в образ диска. Проект продолжает развитие PartImage, который был проектом того же автора, и реализует новые возможности, которых не хватало в PartImage.
Помогает пользователю получить больше возможностей при меньшей опытности, чем PartImage. Как результат, FSArchiver используется в таких проектах, как gparted livecd (имеется графический интерфейс qt-fsarchiver), SystemRescueCd. Клонируемые образы не содержат пустые кластеры дисков, что позволяет усилить компрессию; также поддерживается многопоточная компрессия (выбирается не автоматически — есть опция -j).

## Возможности
Для пользователей Windows FSArchiver включает поддержку NTFS. FSArchiver поддерживает основные современные файловые системы Linux, такие как ext4, reiser4 и btrfs. Существует GUI - qt4-fsarchiver.